# Bürgermeisterei Villip
Die Bürgermeisterei Villip war ein preußischer Verwaltungsbezirk im 19. und 20. Jahrhundert. Sie wurde 1816 aus der Mairie Villip gebildet und war eine von zunächst neun Bürgermeistereien im Kreis Bonn (später Landkreis Bonn) im Regierungsbezirk Köln. 1927 wurde die Bürgermeisterei in Amt  Villip umbenannt. Das Amt Villip bestand bis zum 31. Juli 1969 und ging in der Gemeinde Wachtberg auf.

## Verwaltungsgeschichte

### Mairie Villip (1798–1815)

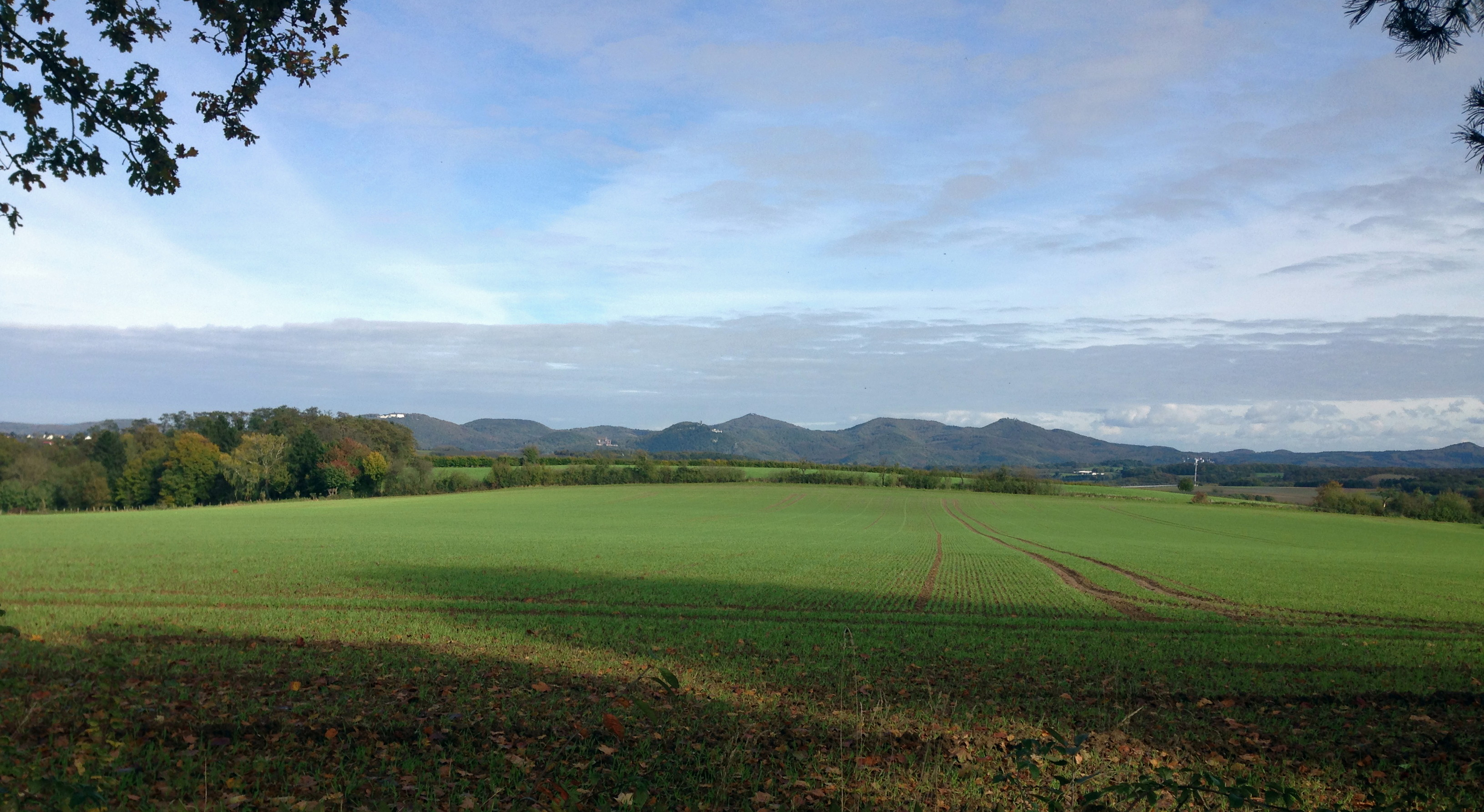
Drachenfelser Ländchen

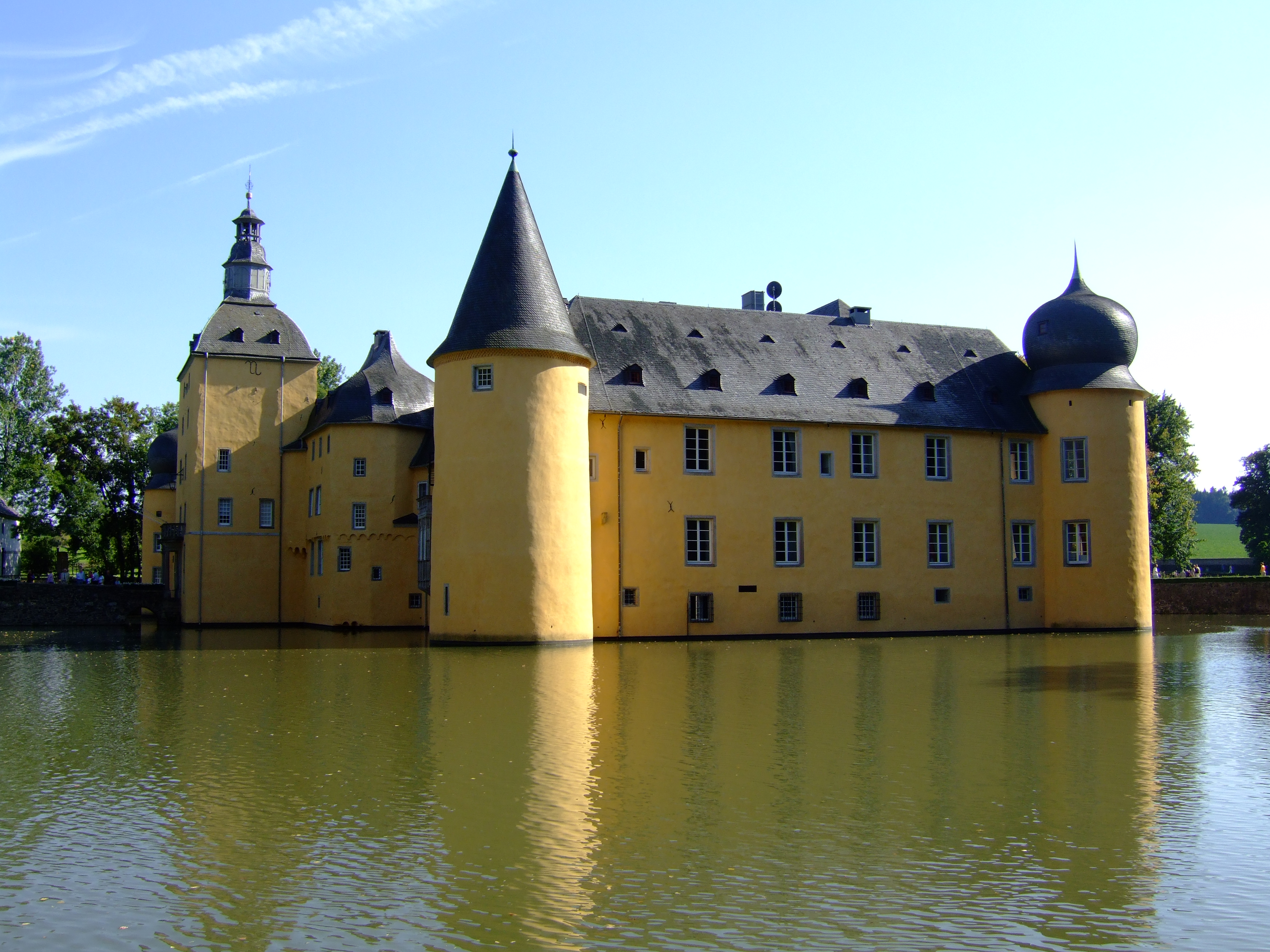
Burg Gudenau

Das Verwaltungsgebiet der Bürgermeisterei Villip gehörte bis zum Ende des 18. Jahrhunderts zum Kurfürstentum Köln. Es wurde verwaltet von den Herren zu Gudenau, zuletzt von Freiherr Clemens August von der Vorst–Lombeck zu Gudenau. Nachdem französische Revolutionstruppen im Oktober 1794 die linksrheinischen Gebiete erobert hatten, führten sie 1798 die französischen Verwaltungsstrukturen ein. Die Ortschaften Berkum, Gimmersdorf, Ließem, Niederbachem, Oberbachem (mit Kürrighoven), Pissenheim (heute Werthhoven) und Züllighoven des Drachenfelser Ländchens sowie die Ortschaften Holzem, Pech und Villip (mit Villiprott und Neuenhof) der Reichsherrschaft Villip wurden zur französischen Verwaltungseinheit Mairie zusammengefasst. Die zehn selbstständigen Ortschaften bildeten die Mairie Villip. Diese gehörte zum Kanton Bonn externe im Arrondissement de Bonn im Rhein-Mosel-Département.

### Bürgermeisterei Villip (1816–1927)
Auf der Grundlage der Beschlüsse des Wiener Kongresses (1815) wurden das Rhein-Mosel-Département und mit ihm die Mairie Villip dem Königreich Preußen zugeschlagen. Das Verwaltungsgebiet der neuen Bürgermeisterei Villip war mit dem der Mairie Villip identisch. Die Bürgermeisterei Villip gehörte zum Kreis Bonn, der insbesondere aus dem Kanton Bonn externe hervorgegangen war. Die Kantone im Rhein-Mosel-Département waren vorübergehend Teil der preußischen Provinz Großherzogtum Niederrhein, aus der 1815 die Provinz Kleve Berg bzw. Provinz Jülich-Kleve-Berg und 1822 die Rheinprovinz entstanden. Mittelinstanz war der Regierungsbezirk Köln, der am 22. April 1816 die Arbeit aufnahm.
Am 10. Oktober 1816 wurde der Poppelsdorfer Wilhelm Hugo Franken (1784–1840) zum ersten Bürgermeister der Bürgermeisterei Villip ernannt. Seit 1818 war er zugleich auch Bürgermeister der Bürgermeisterei Godesberg. Wilhelm Hugo Franken ist der Vater des in Oberbachem geborenen Malers Paul von Franken (1818–1884). Franken und sein 1840 bestellter Nachfolger Freiherr Karl Joseph von Fürstenberg führten die Amtsgeschäfte von ihren Wohnsitzen in Godesberg bzw. Muffendorf aus. 1846 wurde August Grothe Bürgermeister. Er wohnte in Niederbachem, ebenso wie sein 1849 bestellter Nachfolger Franz Joseph Schaefer, Besitzer des Broichhofes auf dem Rodderberg. Von Niederbachem aus wurde die Bürgermeisterei bis zum Jahre 1859 verwaltet, als Carl Wilhelm Steinhauer Bürgermeister wurde und fortan die Amtsgeschäfte aus seinem Heimatort Berkum führte. Bürgermeister Peter Joseph Kurth wurde 1868 ernannt. Auf seine Initiative wurde ein Rathaus in Berkum gebaut. Das Gebäude war bis 1975 Verwaltungssitz der Bürgermeisterei und der späteren Gemeinde Wachtberg. Peter Joseph Krings wurde 1878 Nachfolger von Kurth. Er amtierte bis 1912. Es folgten Hans Hoss und ab 1. Januar 1914 Wilhelm Hackenbroch. In die Amtszeit von Hackenbroch fiel der Bau der Kriegergedächtnisstätte auf dem Wachtberg. Hermann Schneider aus Kürrighoven wurde 1927 Bürgermeister.

### Amt Villip (1927–1969)
Ende 1927 wurden gemäß dem Gesetz über die Regelung verschiedener Punkte des Gemeindeverfassungsrechts alle Landbürgermeistereien in der Rheinprovinz in Ämter umbenannt. Aus der Bürgermeisterei Villip wurde das Amt Villip mit Sitz in Berkum. Der Katholik Schneider wurde 1933 von den nationalsozialistischen Machthabern auf Grundlage des Gesetzes zur Wiederherstellung des Berufsbeamtentums „beurlaubt“. Der neue Bürgermeister des Amts Godesberg, das NSDAP-Mitglied Heinrich Alef, übernahm kommissarisch die Geschäfte, bis ab 1. Januar 1934 das NSDAP-Mitglied Heinrich Peters bestellt wurde. Peters wurde unmittelbar nach der amerikanischen Besetzung des Rathauses am 7. März 1945 abgesetzt. Ab Mai 1945 war das Amt Villip Teil der britischen Besatzungszone. Josef Muders war bis 1946 Amtsbürgermeister. Die Amts- und Kreiseinteilung wurde nicht geändert. Die Briten führten jedoch die Trennung der Ämter von Bürgermeister und Amtsdirektor ein (die so genannte Norddeutsche Ratsverfassung). Auf Peter Schreiber als Bürgermeister folgte von 1948 bis 1963 wieder der auf Betreiben der Nationalsozialisten im Jahr 1933 „beurlaubte“ Altbürgermeister Hermann Schneider. In die Amtszeit von Bürgermeister Josef Bedorf fiel dann der Übergang vom Amt Villip zur Gemeinde Wachtberg. Er war bis 1969 letzter Bürgermeister des Amtes Villip und bis 1975 auch erster Bürgermeister der Gemeinde Wachtberg.
Die zehn selbstständigen Gemeinden des Amtes Villip bilden seit dem 1. August 1969 aufgrund des Gesetzes zur kommunalen Neugliederung des Raumes Bonn („Bonn-Gesetz“) zusammen mit den Gemeinden Adendorf mit Klein-Villip, Arzdorf und Fritzdorf aus dem Amtsbezirk Meckenheim die Gemeinde Wachtberg im Rhein-Sieg-Kreis.

### Bürgermeister von 1807 bis 1969
| Amtszeit  | Bürgermeister                                  | Bemerkungen |
| --------- | ---------------------------------------------- | --- |
| vor 1807  | Johann Sontag                                  | Maire der Mairie Villip |
| 1807–1812 | Maximilian Friedrich von Vorst-Lombeck-Gudenau | Maire der Mairie Villip, vom Präfekten des Rhein-Mosel-Département, Adrien de Lezay-Marnésia in den Départementrat berufen                     |
| 1816–1840 | Wilhelm Hugo Franken                           | Erster Bürgermeister der Bürgermeisterei Villip, zugleich ab 1818 Bürgermeister der Bürgermeisterei Godesberg, Wohn- und Amtssitz in Godesberg |
| 1841–1846 | Freiherr Karl Joseph von Fürstenberg           | Wohn- und Amtssitz in Muffendorf |
| 1846–1849 | August Grothe                                  | Wohn- und Amtssitz in Niederbachem |
| 1849–1859 | Franz Joseph Schaefer                          | Wohn- und Amtssitz in Niederbachem |
| 1859–1868 | Carl Wilhelm Steinhauer                        | Wohn- und Amtssitz in Berkum |
| 1868–1878 | Peter Joseph Kurth                             | Wohn- und Amtssitz in Berkum, 1873 Fertigstellung des Rathauses in Berkum                                                                      |
| 1878–1912 | Peter Joseph Krings                            | längste Amtszeit |
| 1912–1913 | Hans Hoss                                      | |
| 1914–1927 | Wilhelm Hackenbroch                            | |
| 1927–1933 | Hermann Schneider                              | 1927 Änderung in „Amt Villip“ |
| 1933–1934 | Heinrich Alef                                  | kommissarisch, zugleich Bürgermeister des Amtes Godesberg                                                                                      |
| 1934–1945 | Heinrich Peters                                | |
| 1945–1946 | Josef Muders                                   | |
| 1946–1947 | Peter Schreiber                                | Trennung von Bürgermeister und Amtsdirektor, Amtsdirektor: Josef Muders (bis 1952)                                                             |
| 1948–1963 | Hermann Schneider                              | Zweite Amtszeit, Amtsdirektor: Josef Schmidt (1952–1969)                                                                                       |
| 1963–1969 | Josef Bedorf                                   | Letzter Bürgermeister des Amtes Villip, danach bis 1975 Bürgermeister der Gemeinde Wachtberg                                                   |

## Statistisches
Die Bürgermeisterei Villip war rund 34 km² groß, davon wurden im Jahr 1885 62 % als Ackerland genutzt, 6 % als Weideland und 28 % waren Waldfläche.
1830 befanden sich im Verwaltungsbezirk zehn Dörfer, drei Weiler (Kürrighoven, Rott heute Villiprott und Schießgraben in Züllighoven), zwei Schlösser (Burg Gudenau und Burg Odenhausen), neun Kirchen und Kapellen (die Marienkapelle in Ließem wurde erst 1886 erbaut) sowie 481 Wohnhäuser, sechs Mühlen und 669 Scheunen und Ställe. 1885 gab es bereits 659 Wohnhäuser.
| Jahr | Einwohner | Wohnhäuser |
| ---- | --------- | ---------- |
| 1808 | 2.049     | 408        |
| 1816 | 2.407     |            |
| 1825 | 2.510     |            |
| 1828 | 2.599     | 481        |
| 1885 | 3.007     | 659        |
| 1925 | 3.278     |            |
| 1933 | 3.436     |            |
| 1939 | 3.601     |            |
| 1950 | 5.024     |            |
| 1961 | 6.517     |            |

Die Bevölkerung war sehr katholisch geprägt. Der Anteil der katholischen Bevölkerung betrug im Jahr 1885 99,7 %.